# Gary Whetton
Gary William Whetton (Auckland, 15 dicembre 1959) è un ex rugbista a 15, imprenditore e dirigente sportivo neozelandese, seconda linea della provincia di Auckland e degli All Blacks, con cui si laureò campione del mondo nel 1987; insieme a suo fratello Alan costituisce l'unica coppia di gemelli ad avere mai giocato per la Nazionale neozelandese.

## Biografia
Fratello gemello di Alan Whetton, Gary Whetton esordì insieme a questi nella formazione provinciale di Auckland; nel 1981 fu, sempre insieme a suo fratello, nella squadra inglese del West Hartlepool per una stagione.
Quello in Inghilterra fu l'ultimo periodo in cui le carriere dei due gemelli coincisero; pur continuando a giocare durante l'inverno australe per Auckland, infatti, Gary Whetton militò anche in Italia al Benetton Treviso per una stagione.
Già dal 1981 presente in Nazionale (esordì negli All Blacks in un contestatissimo test match contro il Sudafrica durante il quale, per protestare contro l'apartheid vigente in tale Paese, alcuni contestatori gettarono bombe di farina sull'Eden Park di Auckland), fu raggiunto nel 1984 dal fratello, con il quale formò la prima coppia internazionale di gemelli neozelandesi in campo contemporaneamente.
Fu convocato per la Coppa del Mondo di rugby 1987, la prima edizione di tale torneo, che la Nuova Zelanda vinse; quattro anni dopo, alla Coppa del Mondo di rugby 1991 in Inghilterra, quando gli Nuova Zelanda incontrò l'Italia, fu registrata la prima e non ancora eguagliata singolarità di avere due coppie di gemelli in campo, una per squadra (per l'Italia furono i fratelli Cuttitta, Marcello e Massimo).
Lasciata la Nazionale nel 1991 e Auckland nel 1992, si trasferì per un biennio in Francia al Castres, con cui vinse il campionato 1992-93, marcando anche una meta in finale, quando in realtà il giocatore del Grenoble Hueber aveva toccato la palla verso il basso prima della suddetta meta. Questo errore diede il titolo a Castres.
L'arbitro, Daniel Salles ammatterà l'errore 20 anni dopo.
Dal termine della sua carriera agonistica Gary Whetton si è dedicato all'imprenditoria, fondando una propria compagnia di assicurazioni, la Gary Whetton & Associates, e ricoprendo incarichi dirigenziali presso vari club rugbistici; dal 2012 è presidente dei Blues, franchise professionistica di Auckland che milita nel Super Rugby.

## Palmarès
- Coppe del mondo: 1
Nuova Zelanda: 1987
- National Provincial Championship: 7
Auckland: 1982, 1984, 1985, 1987, 1988, 1989, 1990
- Campionati francesi: 1
Castres: 1992-93